# Benedetto Ferrari
Benedetto Ferrari (okolo 1603 Reggio nell'Emilia – 22. října 1681 Modena) byl italský barokní básník, libretista, hudební skladatel, kapelník a hráč na theorbu.

## Život
Ferrari se narodil pravděpodobně v roce 1603 nebo 1604. Tvrzení italského muzikologa Girolama Tiraboschi, že se narodil v roce 1597, je určitě chybné. Jako chlapec byl sopranistou v Římě ve sboru Collegio Germanico. Později působil jako hudebník na dvoře vévody z Parmy. Jeho první skladby vznikly na počátku dvacátých let 17. století, ale jejich rukopisy se nedochovaly. Koncem dvacátých let se objevuje jako zpěvák a hráč na theorbu Modenského vévodství.

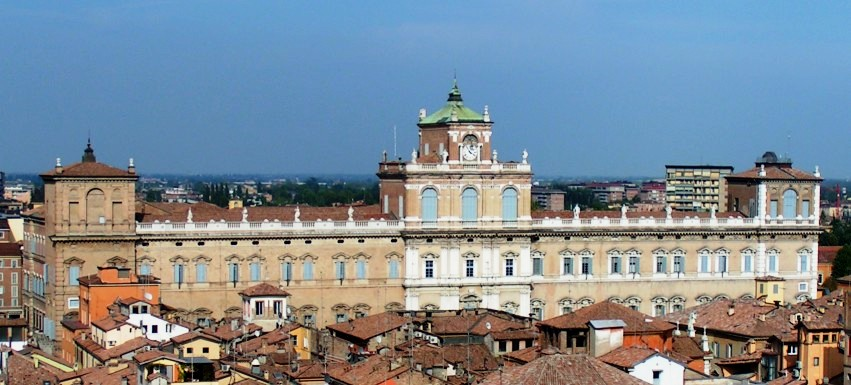
Vévodský palác v Modeně

Následující roky jsou ve znamení spolupráce se skladatelem Francescem Manellim. Ferrari napsal libreto k Manelliho opeře Andromeda, která měla premiéru v roce 1637 v Benátkách v divadle Teatro San Cassiano, prvním divadle na světě určeném pro platící diváky. V Benátkách zkomponoval i svou první operu L'Armida na vlastní libreto podle díla Torquata Tassa Osvobozený Jeruzalém, která však nedosáhla příliš velkého úspěchu.
Úspěch se dostavil v roce 1641 operou Il pastor regio. Další úspěch baletu La vittoria d'Imeneo v Modeně, komponovaného u příležitosti svatby modenského vévody Františka I. d'Este s Vittorií Farnese naznačuje, že Ferrari dále pokračoval v práci pro modenský dvůr. V listopadu roku 1651 odcestoval do Vídně a přijal místo ředitele dvorních slavností císaře Ferdinanda III.
Do Modeny se vrátil již v roce 1653 a působil jako sbormistr. Z ekonomických důvodů byl v roce 1662 propuštěn. Vrátil se do svého rodného města a po následujících 12 let nejsou o jeho osobě žádné zprávy. V roce 1674 však byl povolán zpět do Modeny na místo sbormistra u dvora vévody Francesca II. Toto postavení si udržel až do své smrti v roce 1681.

## Dílo
Jevištní díla
- L'Andromeda, opera (hudba: Francesco Manelli, libreto: Benedetto Ferrari; 1637 Benátky, Teatro San Cassiano; 1656 Modena, Teatro della Speltà)
- La maga fulminata, favola (hudba: Francesco Manelli, libreto: Benedetto Ferrari; 1638 Benátky, Teatro San Cassiano; 1641 Bologna, Teatro Formagliari)
- L'Armida, opera (hudba a libreto: Benedetto Ferrari podle Torquato Tasso: Osvobozený Jeruzalém; 1639 Benátky, Santi Giovanni e Paolo; 1650 Piacenza)
- Il pastor regio, drama (hudba a libreto: Benedetto Ferrari; 1640 Benátky, Teatro S. Moisè)
- La ninfa avara, favola boschereccia(hudba a libreto: Benedetto Ferrari; 1641 Benátky, Teatro S. Moisè; hráno společně s intermezzem Euridice a Didona - hudba a libreto patrně rovněž Benedetto Ferrari)
- La finta savia, drama(hudba Filiberto Laurenzi, Benedetto Ferrari, A. Crivelli, T. Merula, V. Tozzi; libreto: G. Strozzi; 1644 Benátky, Teatro SS. Giovanni e Paolo)
- Il prencipe giardiniero (hudba a libreto: Benedetto Ferrari; 1644 Benátky, Teatro SS. Giovanni e Paolo)
- La vittoria d'Himeneo, balet (hudba a libreto: Benedetto Ferrari; 1648 Modena u příležitosti svatby mezi modenským vévodou Františkem I. d'Este a Vittorií Farnese)
- Egisto (hudba: Benedetto Ferrari, libreto: G. B. Faustini (1651 Piacenza, Teatro Ducale)
- Enone abbandonata, dramma musicale (hudba a libreto Benedetto Ferrari; 1651 Bologna)
- Dafne in alloro, předehra k baletu(hudba a libreto: Benedetto Ferrari; 1652 Vídeň)
- L'inganno d'Amore, drama (hudba: A. Bertali, libreto: Benedetto Ferrari; 1653 Řezno)
- Gli amori di Alessandro Magno, e di Rossane, dramma musicale (hudba: Benedetto Ferrari, libreto: G. A. Cicognini; 1656 Bologna, Teatro Formagliari)
- L'Erosilda, dramma per musica (hudba: Benedetto Ferrari, libreto: C. Vigarini; 1658 Modena, Teatro Novo)
- Il trionfo della virtù, festa d'armi a cavallo (hudba: Benedetto Ferrari, libreto: G. Graziani; 1660 Modena)
- Le ali d'Amore, scherzo drammatico (hudba: Benedetto Ferrari, libreto: F. Berni; 1660 Parma)
- La gara degli elementi (hudba : Benedetto Ferrari, libreto: F. Berni; 1660 Parma)
- La Licasta, drama, (hudba: F. Manelli, libreto: Benedetto Ferrari; přepracování opery L'inganno d'Amore; 1664 Parma, Collegio dei Nobili)